# Stugeta
Stugeta là một chi bướm ngày thuộc họ Lycaenidae.

## Các loài
- Stugeta bowkeri (Trimen, 1864)
- Stugeta carpenteri Stempffer, 1946
- Stugeta marmoreus (Butler, 1866)
- Stugeta mimetica Aurivillius, 1916
- Stugeta occidentalis Stempffer & Bennett, 1958
- Stugeta somalina Stempffer, 1946
- Stugeta subinfuscata Grünberg, 1910